# Desa Cipetir (administrativ by i Indonesien, lat -6,84, long 106,95)
Desa Cipetir är en administrativ by i Indonesien.   Den ligger i provinsen Jawa Barat, i den västra delen av landet, 70 km söder om huvudstaden Jakarta.